# Asia (Néréide)
Pour les articles homonymes, voir Asia.
Dans la mythologie grecque, Asia (en grec ancien Ἀσία / Asía) est une Néréide, fille de Nérée et de Doris, citée par Hygin dans sa liste de Néréides. 

## Famille
Ses parents sont le dieu marin primitif Nérée, surnommé le vieillard de la mer, et l'océanide Doris. Elle est l'une de leur multiples filles, les Néréides, généralement au nombre de cinquante, et a un frère unique, Néritès. Pontos (le Flot) et Gaïa (la Terre) sont ses grands-parents paternels, Océan et Téthys ses grands-parents maternels.